# Hugonia
Hugonia es un género con 71 especies de plantas con flores perteneciente a la familia Linaceae. Fue descrita por (Carlos Linneo y  publicado en Species Plantarum  675 en el año 1753.   La especie tipo es Hugonia mystax L.

## Especies seleccionadas
| - Hugonia acuminata - Hugonia afzelii - Hugonia angolensis - Hugonia arborescens - Hugonia batesi | - Hugonia baumannii - Hugonia belli - Hugonia brewerioides - Hugonia buchanani - Hugonia busseana |